# Emilio Sereni
Emilio Sereni (Roma, 13 agosto 1907 – Roma, 20 marzo 1977) è stato uno scrittore, partigiano, politico, storico dell'agricoltura italiano e membro dell'Assemblea Costituente.

## Biografia
Nato in una famiglia ebraica di intellettuali antifascisti, si diplomò al Liceo Terenzio Mamiani di Roma. Fratello del sionista-socialista Enzo Sereni, cofondatore del kibbutz Givat Brenner, e di Enrico Sereni, uno scienziato legato ai movimenti antifascisti di Giustizia e Libertà e morto suicida in giovane età; nel 1926 si iscrisse al Partito Comunista Italiano ed un anno dopo si laureò in agronomia a Portici, iniziando poco dopo un'opera di proselitismo nel napoletano, come nel caso di Giorgio Amendola. Nel 1930 si reca a Parigi ed entra in contatto con Palmiro Togliatti. Rientrato in Italia nel settembre dello stesso anno fu arrestato e condannato dal Tribunale Speciale a vent'anni, poi ridotti a 15 per il cumulo delle pene.
Amnistiato nel 1935, espatria clandestinamente a Parigi con la moglie Xenia Silberberg, conosciuta con il nome di Marina, e la piccola figlia Lea; qui è responsabile del lavoro culturale ed è redattore capo di Stato Operaio e La voce degli italiani. Nuovamente scoperto, nel 1943 viene condannato a 18 anni per "associazione sovversiva" ma un anno dopo riesce a fuggire e si stabilisce a Milano, dove il partito gli assegna l'incarico di dirigere l'ufficio di agitazione e propaganda.
Dopo aver svolto un ruolo importante nella Resistenza come rappresentante, insieme a Luigi Longo, del Partito Comunista nel CLNAI di Milano e come componente del comitato insurrezionale costituito nell'aprile 1945, nel 1946 entra nel comitato centrale del PCI (vi resterà fino al 1975) e fu due volte ministro sotto Alcide De Gasperi: la prima come Ministro dell'assistenza postbellica; la seconda come Ministro dei lavori pubblici. Eletto senatore nel 1948 e confermato nel 1953, divenne direttore di Critica marxista e durante la rivoluzione ungherese del 1956 (detti da Togliatti "fatti di Ungheria") fu concorde con tutta la dirigenza del PCI nello schierarsi apertamente con l'Unione Sovietica.
Straordinario poliglotta, conosceva il tedesco, l'inglese, il francese, lo spagnolo, il russo, il greco, il latino, l'ebraico, lo yiddish, l'aramaico, l'arabo, alcune lingue morte cuneiformi (come l'accadico, il sumero, l'ittita), il cinese e il giapponese.
Tra le sue opere ebbero particolare successo Il capitalismo nelle campagne, Il Mezzogiorno all'opposizione, La questione agraria , Storia del paesaggio agrario, ma i suoi scritti sono innumerevoli: la sua bibliografia contiene 1071 scritti ed i primi risalgono al 1930. Donò tutto questo materiale all'Istituto "Alcide Cervi" di Gattatico (RE), di cui fu un fondatore.
La sua vicenda politica e familiare è narrata nel romanzo storico Il gioco dei regni, scritto dalla figlia Clara e pubblicato da Giunti nel 1993.

## Opere
- Comunismo, speranza d'Italia, Paris, Imp. Lantos Fres et Masson, 1936.
- Napoli, Parigi, Edizioni di coltura sociale, 1938.
- La questione agraria nella rinascita nazionale italiana, Roma, Einaudi, 1946.
- Il capitalismo nelle campagne (1860-1900), Torino, Einaudi, 1947.
- Il mezzogiorno all'opposizione. Dal taccuino di un ministro in congedo, Torino, Einaudi, 1948.
- Scienza, marxismo, cultura, Milano, Le edizioni sociali, 1949.
- Comunità rurali nell'Italia antica, Roma, Edizioni Rinascita, 1955.
- Vecchio e nuovo nelle campagne italiane, Roma, Editori Riuniti, 1956.
- Note per una storia del paesaggio agrario emiliano, in Le campagne emiliane nell'epoca moderna, Milano, Feltrinelli, 1957.
- Due linee di politica agraria, Roma, Editori Riuniti, 1961.
- Storia del paesaggio agrario italiano, Bari, Laterza, 1961. 2020, ISBN 978 88581 4074 1
- L'antifascismo nelle trincee, in Trent'anni di storia italiana, 1915-1945. Dall'antifascismo alla Resistenza, Torino, Einaudi, 1961.
- Capitalismo e mercato nazionale in Italia, Roma, Editori Riuniti, 1966.
- Agricoltura e mondo rurale, in Storia d'Italia, I, I caratteri originali, Torino, Einaudi, 1972.
- La rivoluzione italiana, a cura di Giuseppe Prestipino, Roma, Editori Riuniti, 1978.
- Terra nuova e buoi rossi e altri saggi per una storia dell'agricoltura europea, presentazione di Renato Zangheri, Torino, Einaudi, 1981.
- Sulla storia del regno di Napoli. (Un confronto con Benedetto Croce), Rionero in Vulture, Calice, 1993.
- Politica e utopia. Lettere 1926-1943, a cura di David Bidussa e Maria Grazia Meriggi, Firenze, La nuova Italia, 2000. ISBN 88-221-4242-X.
- Note sui canti tradizionali del popolo umbro, a cura di Tullio Seppilli, Perugia, CRACE, 2007. ISBN 978-88-87288-89-6.
- Lettere (1945-1956), a cura di Emanuele Bernardi, prefazione di Luisa Mangoni, con un saggio di Giorgio Vecchio, Soveria Mannelli, Rubbettino, 2011. ISBN 978-88-498-3172-6.
- Cultura nazionale e cultura popolare. Scritti e discorsi, introduzione e cura di Aurelia Camparini, Roma, Aracne, 2013. ISBN 978-88-548-5873-2.
- Diario (1946-1952), introduzione e cura di Giorgio Vecchio, Roma, Carocci, 2015. ISBN 978-88-430-7797-7.